# جامع رقة
جامع رقة (بالفارسية: مسجد جامع رقه) هو مسجد تاريخي يعود إلى عصر القرنين السادس والسابع الهجري، ويقع في رقة.

## معرض الصور

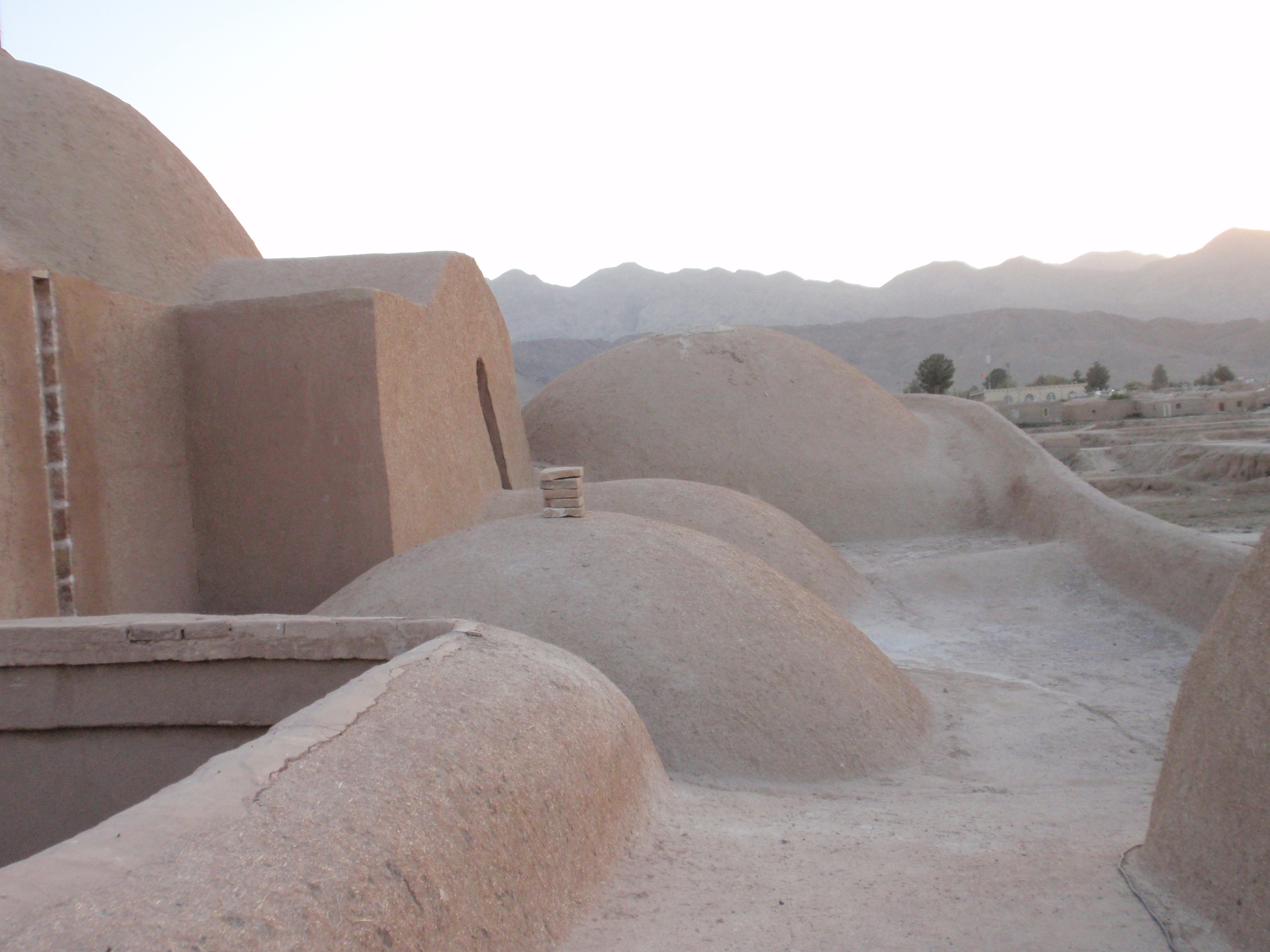
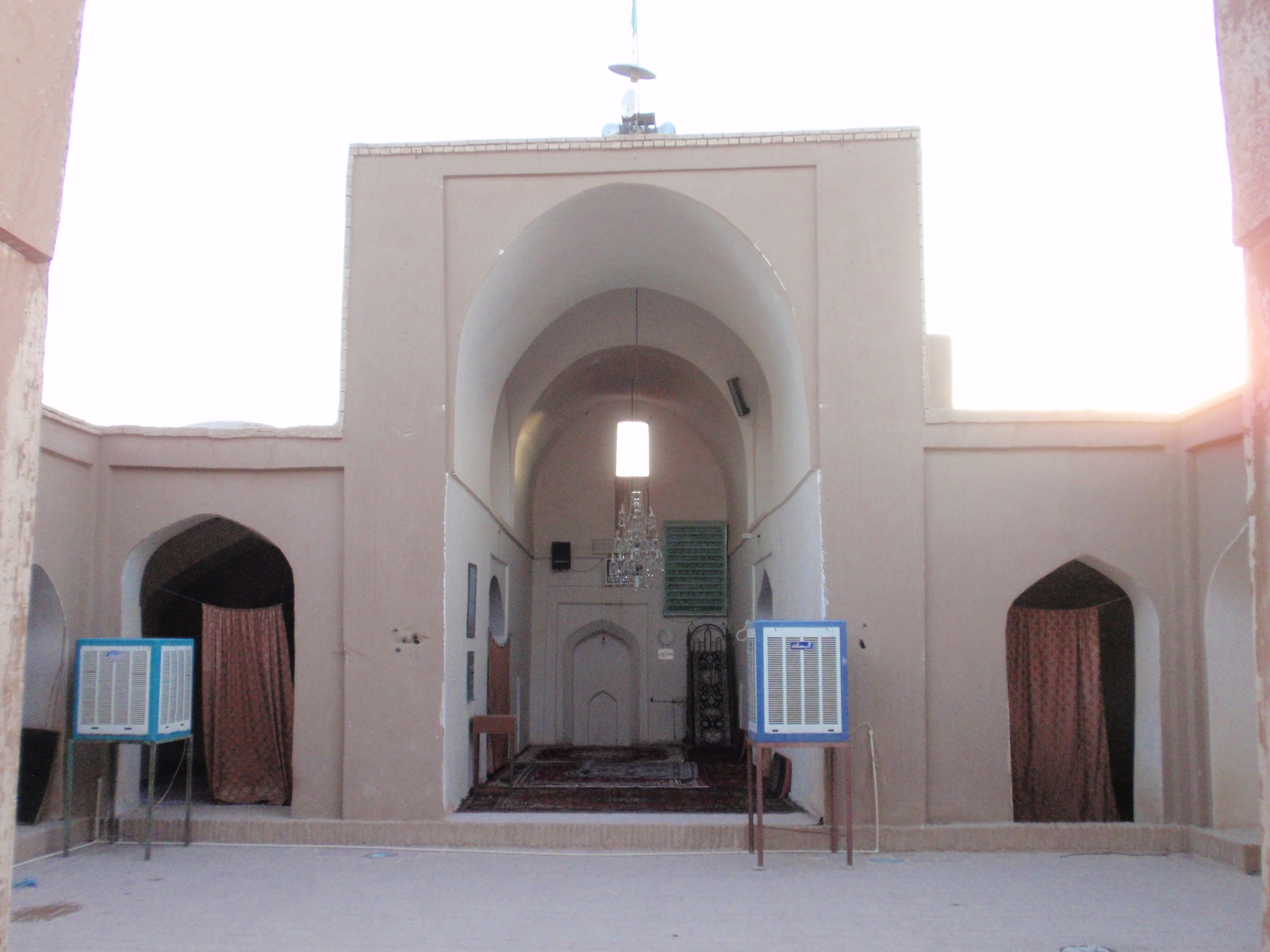
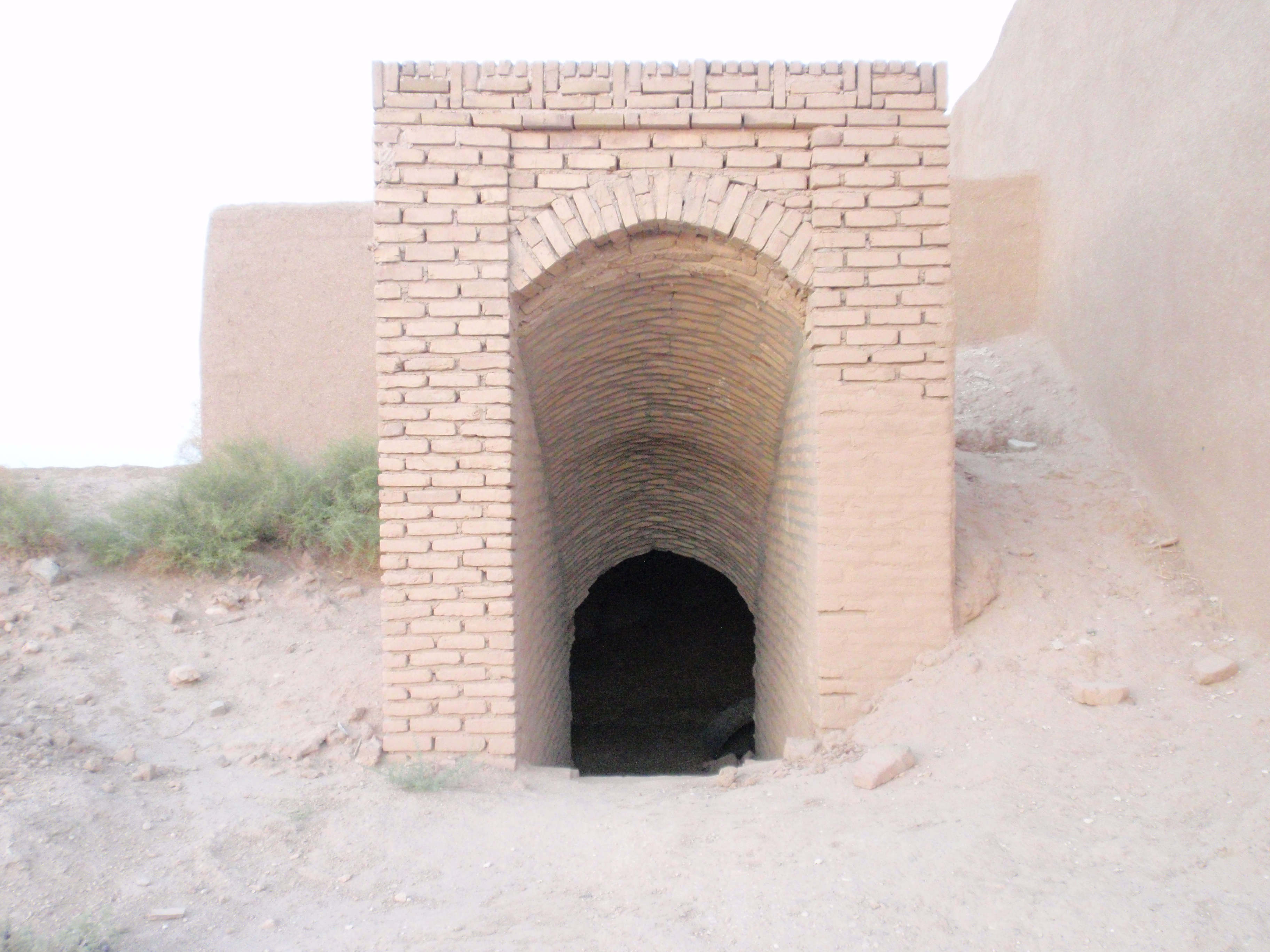
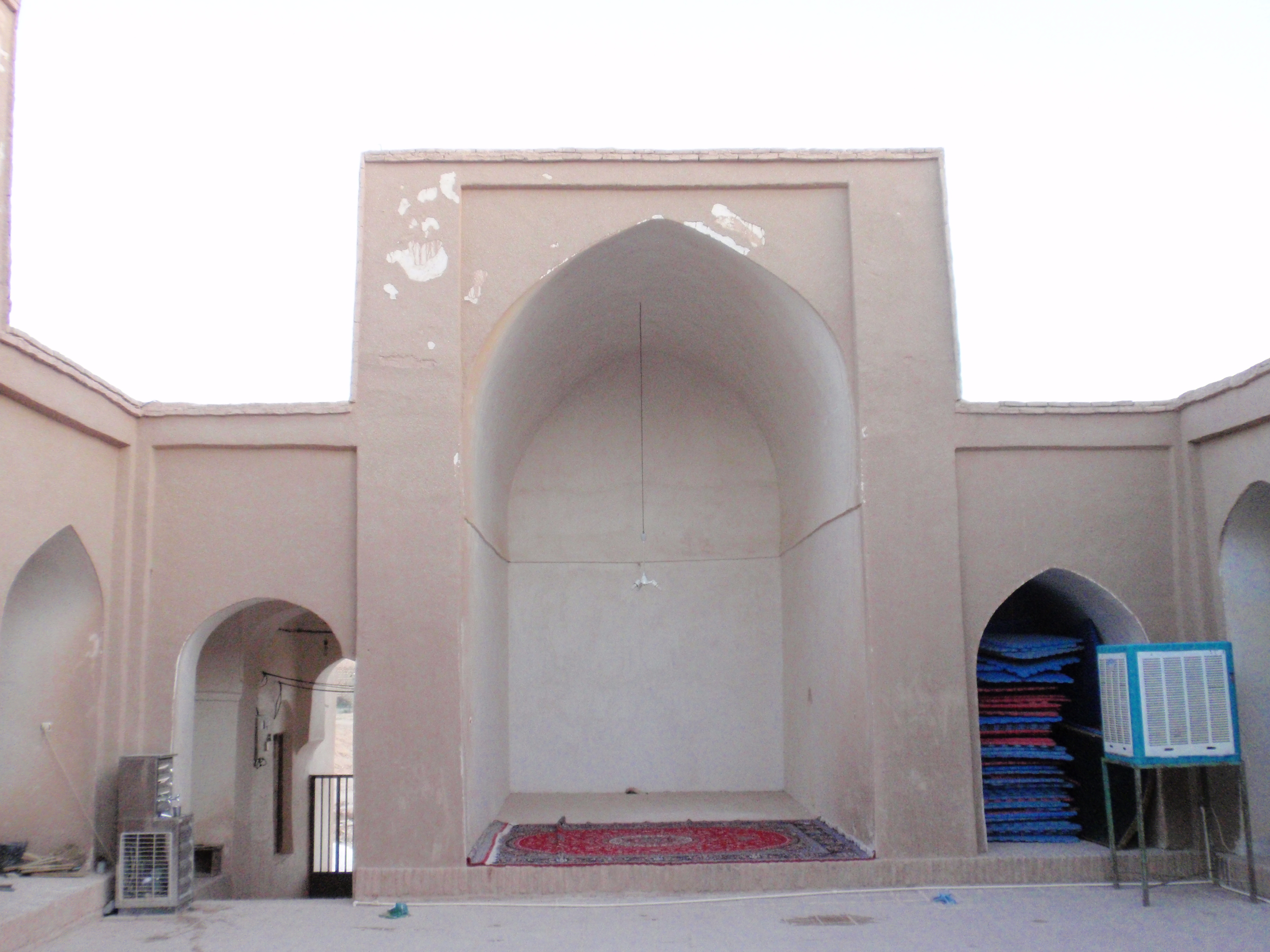
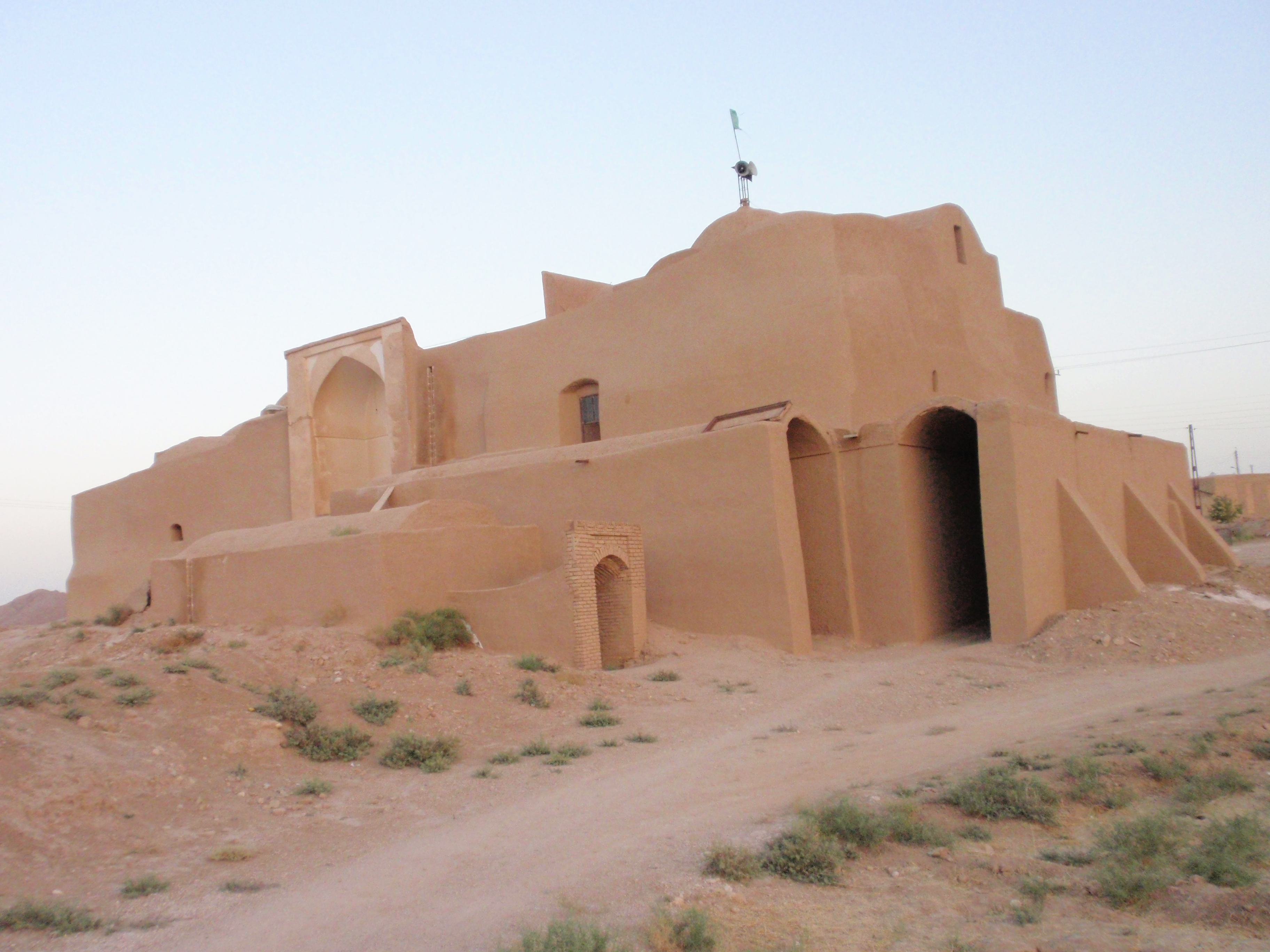
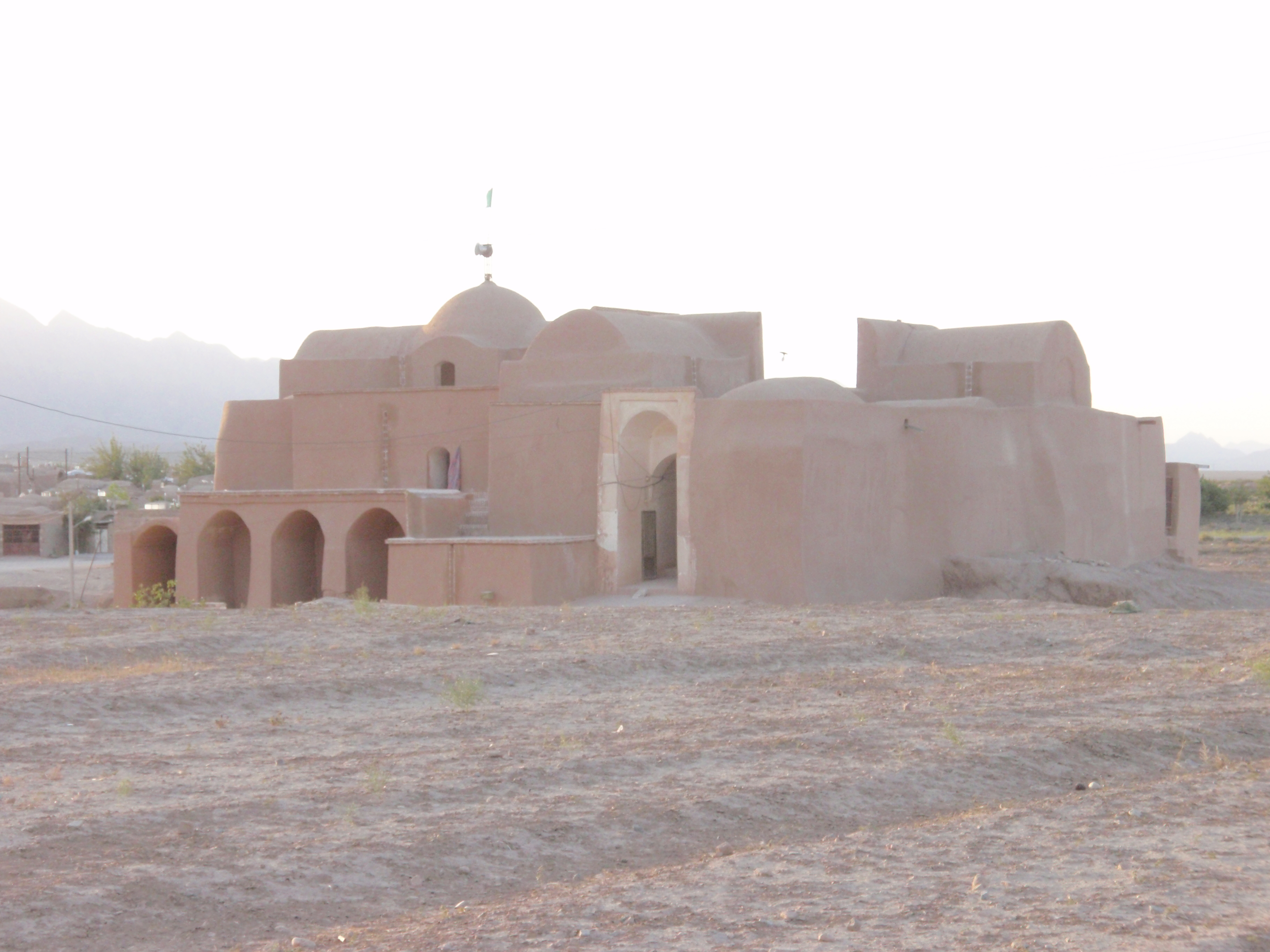
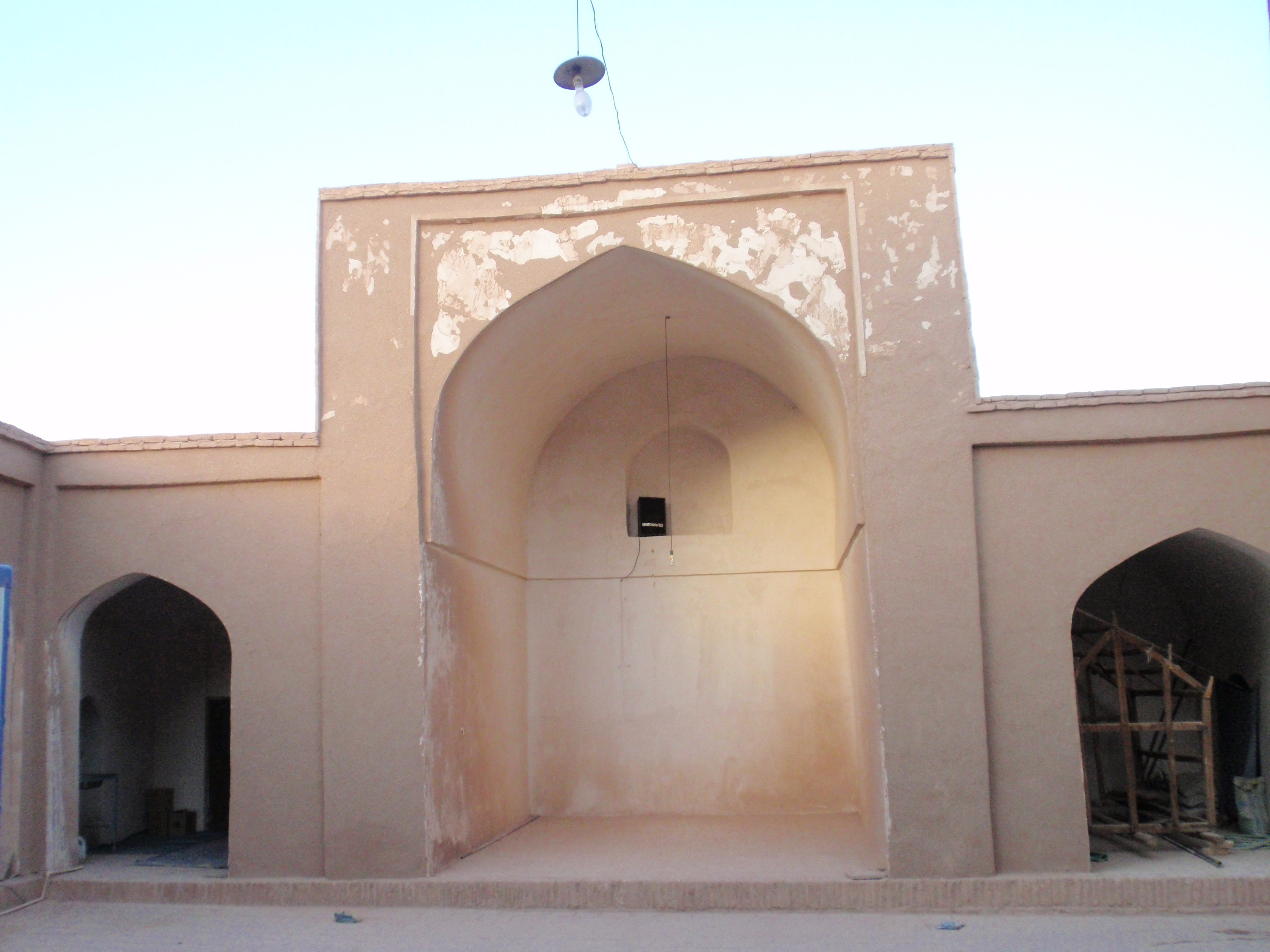
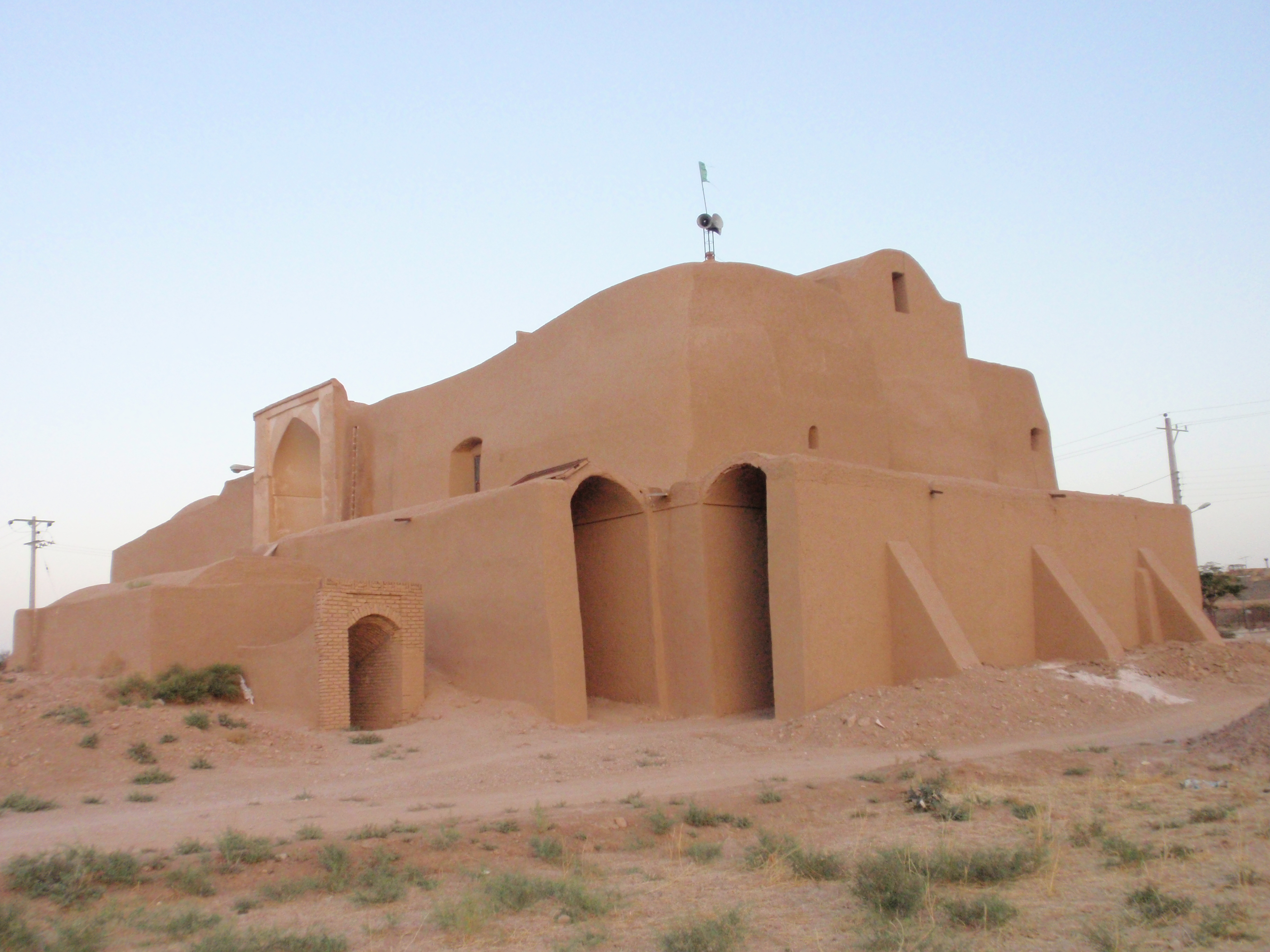